# Кіпр на літніх Олімпійських іграх 2024
Кіпр на літніх Олімпійських іграх 2024 представляли  п'ятнадцять спортсменів у восьми видах спорту.

## Медалісти
| Медаль | Ім'я            | Вид спорту       | Змагання | Дата     |
| ------ | --------------- | ---------------- | -------- | -------- |
| 2      | Павлос Контідес | Вітрильний спорт | Лазер    | 7 серпня |